# Геро Добрович-Мушек
Хаджи Геро Добревич-Мушек (1775 – 1854) е сред първите потомствени учители в град Копривщица, България. Хаджи Геро е и църковен протопсалт в храма „Свето Успение Богородично“, както и майстор-строител на чешми и мостове в родния си град (Пейовски мост и чешма).      
Баща е на известния общественик и просветител Найден Геров и първата учителка в Копривщица Ивана Хаджигерова.
Като млад прави опит да се пресели във Влашко поради редовните разграбвания и опожарявания на дома му и цялото село. Във Влашко бъдещият дядо хаджи Геро имал намерение да се срещне в Русе сестра си Методия, калугерка в монастира „Пасари“ близо до Букурещ. Тук обаче съдбата го среща със Стойка от Ловеч (1780 – 1834), бежанка от пазвантоглувите айдуци и султанските еничари. Двамата се женят, а когато Копривщица утихва през 1810, се завръщат в града. Хаджи Геро Добрович-Мушек започва да учителства в създаденото от него в дома му килийно училище в Копривщица и е прочут със своята строгост, преподавал до учебната 1852/1853 година. Около 1830 г. в града се появява някой си дякон Йосиф, който прави известни нововъведения и въвежда допълнителни предмети в училището. Това не се понравило на незлобливият но честолюбив Геро Добрович, който губи известна част от авторитета си пред населението на Копривщица. Въпреки природната доброта на хаджията влошените взаимоотношения между двамата водят до там, че стария учител напуска общественото училище и отново преподава в дома си.
Хаджи Геро, като образован човек обичал да събира и пази доста голяма сбирка от ръкописни и печатни книги, на някои от които сам бил автор. По времето, когато Васил Априлов е настойник на сина му Найден през 1840 г. му изпраща три „осмогласника“, три „мини“, едно „евангелие“, една „литургия“, един „дамаскин“, и един „псалтир“.
По свидетелство на Тодор Панчев хаджията е от известен род – кир Добре и неговият син чорбаджи Геро в средата на XVIII в. строят параклис в двора на светогорския Хилендарски манастир. Набожен и книжовен е и самият хаджи Геро, който събира и сам е автор на ръкописни книги на религиозна тематика. В сбирката на сина му, Найден, налична в Националната библиотека „Св. св. Кирил и Методий“, има запазена книга – „дамаскин“, на чиято обложка собственоръчно е изписано „Сия книга Геро Добревич сам е писал“. Други срещани издания в тази сбирка са: Молитвеник от Киев, печатно издание, „Буквар или началное учение“, по който Геро Добревич преподава в килийното си училище. На един празен лист от него са записвани важни дати: „Лето 1808 ноември 9 хаджи Георги годился тогожде месеца, сиреч ноември 21; венчался“.
Образът му като Хаджи Генчо е увековечен в Каравеловата повест „Българи от старо време“. При обследването на характера и бита на стария учител, Каравелов приема за достоверни думите и описанието на неговия внук Тодор Панчев (не става дума за сина на Ивана, Тодор).
Хаджи Геро бил много едър и набит и макар да е педагог и църковен псалт (певец), говорел твърде нервно. Разправял как дълго и трудно спечеленото, спестено и натъкмено от него било разграбено, опожарено и плячкосано от кърджалиите и оставил майка си и пепелището на дома си. По тези причини той се оженил въз старичък за Стойка, наречена в повестта Цона. Каравелов описва хаджията като стиснат и гледащ келепира си човек. Това си личи и от едно писмо до сина му Найден от 30 декември 1852 г., където хаджи Геро пише: „че ми е дип мъчно, когато давам пари више мере за нещо си.“
За „провинилите“ се ученици даскал Геро често използвал камшика. Иначе за родителите на учениците си хаджи Геро бил всичко. В допълнение на своята обществена дейност като един арбитър той делял наследства, съчинявал договори и прекъсвал спорове и кавги.
Между другите си дарове и умения хаджи Геро имал и заложби на народен лечител, наследени от майка му Мика. С тайни лекове тя спасила копривщенци от чумата през 17-ти век.
Константин Фотинов в първото българско списание „Землеописание“ през 1843 г., когато пише за Копривщица, отбелязва учителя Геро Добрович като достоен първообраз на Хаджи Генчо, и прибавя, че такива са били и повечето от нашите списатели, приличащи на този герой.
Смъртта на хаджията, според Теодор Панчев, последвала от един силен побой, който му бил нанесен от арнаути – „както е известно“, казва той, „арнаути го примазали съ бой и следъ три дни умрялъ“. Колкото и да е бил привързан към Копривщица, Хаджи Геро е искал още в 1850 г. да я напусне и да отиде другаде. Това желание се е породило у него, като последица на едно оскръбление, което му било нанесено от класния учител, сърбина Георги Божилович. Това се вижда от писмото на Хаджи Геро от 7 октомври 1850 г. до синовеге му, Найден и Константин, в Пловдив. Хаджи Геро Добрович почива на 1 април 1854 г. в град Враца.
Изложба на образци от подписът и личният печат на хаджи Геро Добрович-Мушек, релефен отпечатък от личният печат на Неофит Рилски, печатът на училището във Велес от 1845 година, на църковната община от Осман пазар, печатът на църквата „Св. св. Константин и Елена“, на църковната община в Свищов от 1866 година, печатът на читалище „Славянска беседа“ от 1888 година е показана в читалище „Славянска беседа“ в София. Експонатите са част от колекция от около 40 000 екземпляра, събрани от проф. Анна Рошковска.